# Ignacy Zarobkiewicz
Ignacy Zarobkiewicz (ur. 11 lutego 1909 w Krzeczkowicach, zm. 26 maja 1967 w Krakowie) – oficer Wojska Polskiego, dowódca oddziału Armii Krajowej, uczestnik wojny obronnej Polski 1939 i bitwy pod Wesołówką.

## Życiorys
Urodził się w rodzinie chłopskiej. Był synem Józefa Zarobkiewicza i Agnieszki Trojanowskiej, małżonków mieszkających w Krzeczkowicach i utrzymujących się z prowadzenia własnego gospodarstwa rolnego. Po uzyskaniu świadectwa maturalnego, od 1931 kontynuował naukę w Szkole Podchorążych Piechoty w Ostrowi Mazowieckiej. Po zakończeniu nauki w 1934 otrzymał stopień podporucznika i skierowany został do służby w 7 Pułku Piechoty Legionów stacjonującym w Chełmie. W czasie niemieckiej agresji na Polskę w 1939 dowodził kompanią szkolną 7 PP. Po zakończeniu działań wojennych wrócił w rodzinne strony. Wstąpił do Związku Walki Zbrojnej i przyjął pseudonim Swojak. 
Po utworzeniu Armii Krajowej otrzymał awans do stopnia kapitana i powierzono mu dowództwo batalionu należącego do 2 Pułku Piechoty Legionów Armii Krajowej. W czasie akcji Burza, dowodząc I batalionem stacjonującym w rejonie Pielaszowa podjął decyzję o jego przemarszu w rejon wsi Wesołówka, gdyż oddziałowi groziło wykrycie przez Niemców i zniszczenie. Decyzja ta nie ocaliła jednak oddziału, gdyż 30 lipca 1944 został on zaatakowany przez przeważające siły niemieckie, w tym 18 Dywizja Artylerii i rozbity. Ignacy Zarobkiewicz uniknął niemieckiej niewoli i wraz z kilkoma partyzantami ukrywał się w okolicznych wsiach. Na temat winy kpt. Zarobkiewicza za porażkę w bitwie żołnierz AK Piotr Sierant wyraził się następująco: Zarzuty wydają się bezpodstawne. Kpt. Swojak nie był oficerem bez doświadczenia bojowego. Przeszedł chlubnie kampanie wrześniową w składzie 7 Pułku Piechoty. Był odważny, co podkreślają jego podkomendni. Zachował dostateczną czujność co jego ludzi uratowało od gorszych następstw. Batalion został rozbity, ponieważ na skutek nieprzewidzianych okoliczności znalazł się w obliczu wielokrotnie liczniejszego przeciwnika, bez możliwości swobodnego manewru z braku osłony i wsparcia broni ciężkiej. Uległ wskutek przewagi ogniowej, liczebnej i pod względem doświadczenia żołnierzy frontowych Wehrmachtu z elitarnego 42 Korpusu 1 Armii Pancernej. 
Latem 1945 Ignacy Zarobkiewicz przeniósł się do Nowego Sacza, gdzie podjął pracę. Po śledztwie przeprowadzonym przez Delegaturą Komisji Specjalnej do Walki z Nadużyciami i Szkodnictwem Gospodarczym w Krakowie, 31 sierpnia 1949 został skazany na karę 6 lat pozbawienia wolności i utratę honorowych praw publicznych i obywatelskich na okres 3 lat. Z obozu pracy w Milęcinie został zwolniony 7 stycznia 1953 na mocy amnestii z 1952. Z powodu służby w AK był inwigilowany przez Urząd Bezpieczeństwa w Krakowie. W listopadzie 1957 zakończono inwigilację z powodu nie stwierdzenia wrogiej działalności.
Ignacy Zarobkiewicz zmarł w Krakowie i został pochowany na Cmentarzu Rakowickim, kwatera XVIII, rząd 8, miejsce 43.